# Лефко Лазарков
Лефко Лазарков е български революционер, деец на Вътрешната македоно-одринска революционна организация.

## Биография
Лефко Лазарков е роден в 1880 година в бедно семейство във велешкото село Долно Чичево, тогава в Османската империя, днес в Северна Македония. Майка му умира докато е малък, а в 1895 година умира и татко му и Лефко работи като слуга, а след това живее със сестра си Коца и мъжа ѝ Филип, чифчии на Сюлейман бег. През пролетта на 1903 година Ило Касо от Долно Чичево и Каме Лазов - Църцорот от Дворища го привличат във ВМОРО. Сътрудничи на войводата в района Георги Попов - Ресавецот и на двамата организатори Касо и Църцорот. Осиновен е от Ангел Божков от Горно Чичево, където влиза в по-голям революционен комитет, начело с Христо Казакот, като селски войвода е Никола Данев. Лазарков е заклет пред войводата Стефан Димитров. При подготовката за въстанието на Лазарков е отредена роля в четата, предназначена за нападение над гарнизона във Велес. След въстанието сътрудничи на войводата Димитров и шест седмици е четник на войводата Костадинов. Участва в групата, която пренася голямо количество оръжие от България през Вардар край село Уланци и ги доставя в Горно Чичево, където отделят 10 пушки, а останалите ги отнасят в Подлес. В 1905 участва в сражението със сръбски чети при Гостиражни. След това като четник на Костадинов се сражава при Ораов дол отново със сръбски чети. И в двете сражения сръбските чети са спасени от пристигането на турски аскер. Легализира се и до Хуриета в 1908 година е селски войвода на Горно Чичево. Бит е по време на Обезоръжителната акция на младотурците. Продължава да се занимава с революционна дейност, превежда чети и предава сведения на възстановената революционна организация.
Умира след 1954 година.